# Alpha Ethniki 1991-1992
L'Alpha Ethniki 1991-1992 fu la 56ª edizione della massima serie del campionato di calcio greco, conclusa con la vittoria dell'AEK Atene, al suo nono titolo.
Capocannoniere del torneo fu Vasilīs Dīmītriadīs (AEK Atene), con 28 reti.

## Formula
Come nella stagione precedente le squadre partecipanti furono 18 e disputarono un girone di andata e ritorno per un totale di 34 partite.
Le ultime tre classificate furono retrocesse in Beta Ethniki.
Il punteggio prevedeva due punti per la vittoria, uno per il pareggio e nessuno per la sconfitta.
Le squadre ammesse alle coppe europee furono quattro: i campioni alla UEFA Champions League 1992-1993, la vincitrice della coppa nazionale alla Coppa delle Coppe 1992-1993 e seconda e terza classificata alla Coppa UEFA 1992-1993.

## Squadre partecipanti
| Squadra         | Città      | Stadio | Stagione 1990-1991 |
| --------------- | ---------- | ------ | ------------------ |
| AEK Atene       | Atene      |        | 3°                 |
| Apollōn Smyrnīs | Atene      |        | 11°                |
| Arīs Salonicco  | Salonicco  |        | 9°                 |
| Athīnaïkos      | Vironos    |        | 6°                 |
| Doxa Dramas     | Drama      |        | 7°                 |
| Ethnikos Pireo  | Il Pireo   |        | Beta Ethniki       |
| Īraklīs         | Salonicco  |        | 5°                 |
| Korinthos       | Corinto    |        | Beta Ethniki       |
| Larissa         | Larissa    |        | 12°                |
| OFI Creta       | Candia     |        | 8°                 |
| Olympiacos      | Il Pireo   |        | 2°                 |
| Panachaïkī      | Patrasso   |        | 13°                |
| Panathīnaïkos   | Atene      |        | Campione di Grecia |
| Paniōnios       | Nea Smyrnī |        | 10°                |
| Panserraïkos    | Serres     |        | 14°                |
| PAOK            | Salonicco  |        | 4°                 |
| Pierikos        | Katerini   |        | Beta Ethniki       |
| Skoda Xanthī    | Xanthi     |        | 15°                |

## Classifica finale
|                   | Pos. | Squadra         | Pt | G  | V  | N  | P  | GF | GS | DR  |
| ----------------- | ---- | --------------- | -- | -- | -- | -- | -- | -- | -- | --- |
| Grecia (bandiera) | 1.   | AEK Atene       | 54 | 34 | 23 | 8  | 3  | 72 | 25 | +47 |
|                   | 2.   | Olympiacos      | 51 | 34 | 20 | 11 | 3  | 74 | 30 | +44 |
|                   | 3.   | Panathīnaïkos   | 48 | 34 | 21 | 6  | 7  | 66 | 21 | +45 |
|                   | 4.   | PAOK            | 39 | 34 | 13 | 13 | 8  | 44 | 44 | 0   |
|                   | 5.   | Apollōn Smyrnīs | 35 | 34 | 14 | 7  | 13 | 35 | 34 | +1  |
|                   | 6.   | OFI Creta       | 34 | 34 | 11 | 12 | 11 | 34 | 30 | +4  |
|                   | 7.   | Arīs Salonicco  | 31 | 34 | 12 | 7  | 15 | 26 | 40 | -14 |
|                   | 8.   | Larissa         | 31 | 34 | 11 | 9  | 14 | 40 | 46 | -6  |
|                   | 9.   | Īraklīs         | 31 | 34 | 10 | 11 | 13 | 41 | 41 | 0   |
|                   | 10.  | Korinthos       | 31 | 34 | 12 | 7  | 15 | 38 | 47 | -9  |
|                   | 11.  | Pierikos        | 30 | 34 | 11 | 8  | 15 | 41 | 56 | -15 |
|                   | 12.  | Athīnaïkos      | 30 | 34 | 10 | 10 | 14 | 36 | 41 | -5  |
|                   | 13.  | Doxa Dramas     | 29 | 34 | 9  | 11 | 14 | 39 | 38 | +1  |
|                   | 14.  | Skoda Xanthī    | 29 | 34 | 13 | 3  | 18 | 36 | 48 | -12 |
|                   | 15.  | Panachaïkī      | 29 | 34 | 12 | 5  | 17 | 42 | 56 | -14 |
|                   | 16.  | Paniōnios       | 29 | 34 | 9  | 11 | 14 | 32 | 51 | -19 |
|                   | 17.  | Panserraïkos    | 26 | 34 | 9  | 8  | 17 | 29 | 59 | -30 |
|                   | 18.  | Ethnikos Pireo  | 25 | 34 | 7  | 11 | 16 | 30 | 48 | -18 |

Legenda:

      Campione di Grecia
      Ammesso alla Coppa UEFA
      Ammesso alla Coppa delle Coppe
      Retrocesso in Beta Ethniki
Note:

Due punti a vittoria, uno a pareggio, zero a sconfitta.

### Verdetti
- AEK Atene campione di Grecia 1991-92 e qualificato alla Champions League
- Panathinaikos e PAOK Salonicco qualificati alla Coppa UEFA
- Olympiacos Pireo qualificato alla Coppa delle Coppe
- Panionios, Panserraikos e Ethnikos Pireo retrocesse in Beta Ethniki.